# ジャン・カニール・クラス
ジャン・カニール・クラス（ジャン・アニール・クラエス、Jean Caneel-Claes、J.C Claes、1909年 - 1989年）はベルギーの造園家。ガーデンデザイナー。

## 代表作
ニースガーデン（オランダ）
芝生と蛇行パスを構える長く狭い敷地に庭を構える。この庭園の特徴は見事な美しさ、その簡便さにある。池を備えたモダンな庭の古典的な例で、家屋の近くに簡単なパティオや庭園の芝生の残りです。庭園全体を蛇行パスが流れ、2つの木は公園の特徴を踏まえている。1930年に設計。
約50×50cmの大きな正方形のタイルをテラスハウス脇に階段状に一直線に設け、長方形の池がタイルを通して散歩が楽しめる。パスはパーゴラに覆われ、BIJヘデラとバラで半分屋根付きテラスで終点。小さな境がテラスの色を与える。
バロン・フランツ・ヴォーゲル・ホテル・ポシェット
(Le baron Franz de Voghel et l'hotel Pochet)名士ポシェット家の邸宅に中庭と美しいフランス式庭園は、18世紀の後半に制作。レンガと石灰岩で建てられた建物は、その入り口減価償却の球により中断された耐力壁と壁柱が隣接している古典的な外観をしており、石のベースに基づいて、それは2つのレベルと6つのベイベイトゥルネーのスタイルで構成。 
1947年、バロン・フランツ・ヴォーゲルベルギー総務大臣は、このホテルの庭をクラスの助けを借りて、設計し直すことに。記念日の一環として、フランス庭園は1973年以降一般公開。 
アベニュードゥウルグアイ5（ブリュッセル・サウス・エクステンション）
ワイナンツ社が提供する宿舎はクラスによって設計されている庭が附属している。ハウスモダニストモダニズム（1920年代から）フォーム上の機能の優位性を主張する国際的な動きの中で、基本的な幾何学的なボリュームや、建築家ヴィクトルによって1938年に設計された2つの陸屋根のレベルは、鉄筋コンクリートのようなリボンの窓とモダンな素材の平らな屋根を使用することを特徴とする。

## 略歴
1931年にラ・キャンブレのボザールを卒業し、その年にオーデルゲムの自邸に自身の作品を制作。その後リエージュ国際博覧会 (1939年)に作品を出展、クリストファー・タナードらと国際造園・庭園家団体AIAJMを結成、この他1950年代にはコンゴで都市計画家として活動し、ベルギー国内では国立公園の設立にも尽力している。

## 参考
- テキスト ランドスケープデザインの歴史 武田史朗, 山崎亮編著他　学芸出版社 2010　ISBN 978-4761531874